# Riquilda de Barcelona (Vescomtessa de Narbona)
|  | Per a altres significats, vegeu «Riquilda de Barcelona». |

Riquilda de Barcelona   ( - 962 (<13 de maig de 962)) va ser una aristòcrata catalana, filla de Guifré II de Barcelona i de Garsenda de Tolosa. Va casar-se el 924 amb el vescomte Odó I de Narbona.
Riquilda de Narbona pren part a les negociacions del seu temps. En 940, amb altres magnats, signa un tractat de pau amb el califa de Córdoba, tal com va fer el comte Sunyer amb la intervenció del secretari del califa, el jueu Hasday, Riquilda li envià curiositats mitjançant Vernet, un home de la seva confiança, també jueu. El califa ho acceptà i els obsequià amb altres coses precioses. Amb aquests tractes s’acordava la treva i s’enfortia les relacions comercials.
El 955, ja vídua, presidí un plet, a Narbona, amb l'arquebisbe Aimeric de Narbona.